# Scelolophia floridata
Scelolophia floridata là một loài bướm đêm trong họ Geometridae.